# 燕格柏乡
燕格柏乡，是中华人民共和国河北省承德市围场满族蒙古族自治县下辖的一个乡。
燕格柏乡一名为木兰围场中永安湃围场的转音:33。“永安湃”的满语意为“沙地”:80。1958年，在其境内，建立燕格柏林场，属河北省木兰围场国有林场。2002年，建立滦河上游自然保护区后，以林场设立燕格柏管理区:469。

## 行政区划
燕格柏乡下辖以下地区：
燕上村、燕下村、吗哈吐村、燕中村、燕丰村、天桥村、阿抹村和五号村。